# Pota anterior

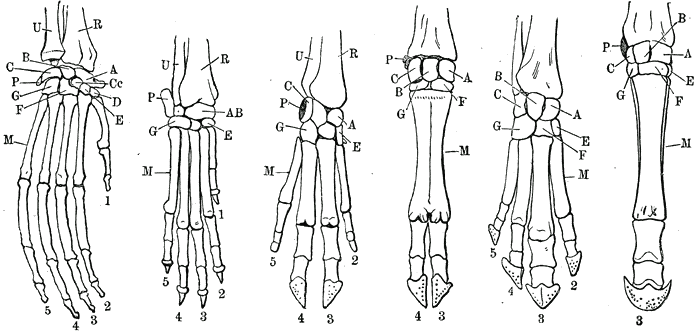
Les potes anteriors dels mamífers tenen funcions diferents, però són homòlogues.

Una pota anterior és un dels membres anteriors (braços anteriors, cames anteriors o similars) d'un vertebrat terrestre.
Les potes anteriors de tots els vertebrats són homòlogues, és a dir, evolucionaren a partir de les mateixes estructures. Per exemple, les aletes de les tortugues i els dofins, els braços dels éssers humans, les potes anteriors dels cavalls i les ales dels ratpenats i els ocells són homòlegs, malgrat les grans diferències que presenten.
Algunes funcions de les potes anteriors poden ser anàlogues si evolucionaren a partir de subestructures diferents, com és el cas de les aletes de les tortugues i els dofins i les ales dels ocells i els ratpenats.